# Egipt na Zimowych Igrzyskach Olimpijskich 1984
Egipt na Zimowych Igrzyskach Olimpijskich 1984 reprezentował jeden zawodnik. Był nim Jamil El-Reedy, który wystartował w trzech konkurencjach narciarstwa alpejskiego.

## Wyniki
| Zawodnik       | Dyscyplina            | Konkurencja   | Wynik   | Wynik   |
| Zawodnik       | Dyscyplina            | Konkurencja   | Czas    | Miejsce |
| -------------- | --------------------- | ------------- | ------- | ------- |
| Jamil El-Reedy | narciarstwo alpejskie | zjazd         | 3:13,86 | 60.     |
| Jamil El-Reedy | narciarstwo alpejskie | slalom gigant | DNF     | DNF     |
| Jamil El-Reedy | narciarstwo alpejskie | slalom        | 2:56,93 | 46.     |